# Port La Belle
Port La Belle és una concentració de població designada pel cens dels Estats Units a l'estat de Florida. Segons el cens del 2000 tenia 3.050 habitants.

## Demografia
Segons el cens del 2000, Port La Belle tenia 3.050 habitants, 879 habitatges, i 700 famílies. La densitat de població era de 136,8 habitants/km².
Dels 879 habitatges en un 44,1% hi vivien nens de menys de 18 anys, en un 57,7% hi vivien parelles casades, en un 15,5% dones solteres, i en un 20,3% no eren unitats familiars. En el 15% dels habitatges hi vivien persones soles el 6,5% de les quals corresponia a persones de 65 anys o més que vivien soles. El nombre mitjà de persones vivint en cada habitatge era de 3,2 i el nombre mitjà de persones que vivien en cada família era de 3,41.
Per edats la població es repartia de la següent manera: un 31,3% tenia menys de 18 anys, un 15,2% entre 18 i 24, un 28,2% entre 25 i 44, un 14,4% de 45 a 60 i un 10,9% 65 anys o més.
L'edat mediana era de 27 anys. Per cada 100 dones de 18 o més anys hi havia 124,9 homes.
La renda mediana per habitatge era de 34.167 $ i la renda mediana per família de 36.974 $. Els homes tenien una renda mediana de 25.104 $ mentre que les dones 16.484 $. La renda per capita de la població era de 13.704 $. Entorn del 13,8% de les famílies i el 22,5% de la població estaven per davall del llindar de pobresa.

## Poblacions més properes
El següent diagrama mostra les poblacions més properes.